# Novi Banovci
Novi Banovci (v srbské cyrilici Нови Бановци) jsou vesnice v Srbsku, administrativně součást města Stara Pazova. Nacházejí se na břehu řeky Dunaje, v blízkosti Zemunu, resp. Bělehradu, severně od vojenského letiště Batajnica.
V roce 2011 měla obec 9443 obyvatel. Počet obyvatel v posledních desetiletích setrvale roste, především díky suburbanizaci srbské metropole Bělehradu. Severně od středu vesnice se nachází také sídliště bytových domů Banovci-Dunav.
Ve městě se nachází kostel svatého Vasilije Ostrožského (pravoslavný) a katolický kostel.
Jižně od obce prochází srbská dálnice A1 do Bělehradu a Nového Sadu.